# Arno Bonte
Arno Bonte (Rotterdam, 28 februari 1978) is een Nederlands politicus en bestuurder. Hij is lid van GroenLinks. Sinds 2022 is hij wethouder van Helmond. Van 2018 tot 2022 was hij wethouder van Rotterdam. 

## Biografie
Bonte was van 2003 tot 2004 raadsgriffier van de deelgemeente Hoek van Holland, van 2004 tot 2005 woordvoerder bij de FNV, van 2006 tot 2008 woordvoerder bij Milieudefensie, van 2008 tot 2009 campagneadviseur voor GroenLinks en van 2010 tot 2012 media-adviseur bij Plan Nederland. 
Vanaf 2012 was Bonte projectleider burgerparticipatie bij de gemeente Lansingerland en vanaf 2014 was hij adviseur overheidscommunicatie bij Tappan Communicatie in Den Haag en van 2016 tot 2018 communicatiestrateeg bij Drechtsteden.
Van 2005 tot 2018 was Bonte gemeenteraadslid van Rotterdam, waarvan van 2010 tot 2014 als GroenLinks-fractievoorzitter. Van 2010 tot 2012 was hij partijbestuurslid van GroenLinks met in zijn portefeuille publiciteit en campagnes. Vanaf 2018 was hij wethouder van Rotterdam met in zijn portefeuille duurzaamheid, luchtkwaliteit en energietransitie.
Op 15 juni 2022 werd Bonte namens GroenLinks wethouder van Helmond met in zijn portefeuille duurzaamheid, klimaatadaptatie, mobiliteit, energietransitie, milieu, openbare ruimte, natuur & water en Brainport Smart District. Daarnaast werd hij de zevende locoburgemeester en wijkwethouder van Brouwhuis.
Tijdens zijn wethouderschap was hij van plan in Rotterdam te blijven wonen. Maar in januari 2023 gaf hij aan toch naar Helmond te gaan verhuizen. Op 2 juli 2024 werd hij eerste locoburgemeester van Helmond wegens het vertrek van wethouder Cathalijne Dortmans.
Naast het wethouderschap werd Bonte bestuurslid van het Nationaal Kennisplatform voor Laadinfrastructuur en docent politiek, media en campagnes bij de European Summer School in Praag.

## Landelijk Meldpunt Vuurwerkoverlast
Bonte en zijn Haagse collega David Rietveld haalden in 2009 met het burgerinitiatief 'Meer plezier met minder vuurwerk' ruim 60.000 handtekeningen op. Daarmee wilden ze bereiken dat met oud en nieuw vuurwerk alleen bij vuurwerkshows zou worden afgestoken. 
In 2010 werd samen met het Nederlands Oogheelkundig Gezelschap  de Vereniging tegen Vuurwerkoverlast opgericht. De vereniging Vrolijknieuwjaar.nl ging zich inzetten voor een jaarwisseling waarbij vuurwerk alleen door professionals zou worden afgestoken. In 2012 werd een Landelijk Meldpunt Vuurwerkoverlast opgericht met een website, waarop burgers hun klachten kwijt konden. 
Elk jaar steeg het aantal klachten, en de roep om een vuurwerkverbod werd steeds luider, ook bij de politie. Door een wetswijziging maakte de regering het in 2018 mogelijk, om zo'n verbod plaatselijk in te stellen. Hierna hief het meldpunt zich op. Toen in 2018 in Rotterdam een nieuw college aan het roer kwam en Bonte wethouder werd, besloot men in januari 2020 als eerste grote stad tot een algeheel vuurwerkverbod. 